# Łoje-Awissa
Łoje-Awissa – wieś w Polsce, położona w województwie podlaskim, w powiecie grajewskim, w gminie Radziłów.
W miejscowości znajduje się kościół, który jest siedzibą parafii św. Jadwigi. W strukturze kościoła rzymskokatolickiego parafia należy do metropolii białostockiej, diecezji łomżyńskiej, dekanatu Jedwabne.

## Położenie
Wieś Łoje-Awissa leży nad rzeką Wissa, na wschodnich obrzeżach Wysoczyzny Kolneńskiej. Od południowego wschodu otacza ją otulina Biebrzańskiego Parku Narodowego.
Łoje-Awissa położone są około 5 km na południe od Radziłowa, przez który przebiega droga wojewódzka nr 668, łącząca Piątnicę Poduchowną z Osowcem-Twierdzą.

## Historia
W 1439 r. książę Władysław przebywając w Wiźnie, nadał 30 włók ziemi nad rzeką Wissą i Gręską Krystynowi zwanemu Łoj z Głażewa. (Cristinum dictum Łoy de Gloszewo 30 mansos super fluviss Wissa, Grąska et Barwik alias Smugulowstok). Potomkowie Krystyna Łoja przyjęli nazwisko Łojewski, herbu Jezierza. Jednak w następnych już latach pieczętowali się herbem Junosza.
Na nadanej ziemi zostały założone dwie wsie: Łoje nad Wissą i Łoje Gręzka. Notowane są one w XVI wieku. Pomiędzy nimi powstała osada o nazwie Łoje Kowalewo, która aktualnie już nie istnieje.
Zarówno Łoje Awissa jak i Łoje Gręzka stanowiły zaścianki szlacheckie zamieszkane głównie przez Łojewskich. Andrzej, który był sędzią grodzkim i podstarościm grodzkim wiskim w połowie XVII wieku oraz Samuel Łojewski – notowany w 1666 r. jako rotmistrz królewski.
W XVIII wieku ród ten nie zajmował już żadnych funkcji publicznych, ani wojskowych. Łojewscy nadal mieszkali w tych zaściankach, co notuje Regestr Diecezjów z 1784 r. Oprócz nich wieś Łoje Awissa dziedziczyli: Borawski, Dąbrowski, Filichowski, Rakowski i Śleszczyński. Najwięcej było jednak Łojewskich, wymienia się ich w liczbie mnogiej. Jeszcze większą grupę stanowili we wsi Łoje Gręzko, prócz nich notowano też Chylińskiego.
Już wtedy Łoje Awissa były dużo większą wsią od Gręzków. W 1827 w tej pierwszej było 17 domów i 101 mieszkańców, w drugiej 8 domów i 49 mieszkańców.
W końcu XIX wieku nazwę (Łoje Awissa) zapisywano jak współcześnie i nazywano „wioską szlachecką”. Należała do gminy Kubry i parafii Przytuły.
W 1921 w Łojach Gręzka notowano zaledwie 5 domów i 22 mieszkańców, natomiast w drugiej wsi Łoje 45 domów i 277 mieszkańców, w tym 7 ewangelików.
W 1922 rozpoczęła w tej wsi działalność jednoklasowa szkoła powszechna. W pierwszym roku uczyło się w niej 68 dzieci. Najwięcej uczniów było w 1930, kiedy odnotowano ich około 100. W tym czasie zyskała ona status szkoły dwuklasowej. Pierwszą nauczycielką była Marianna Łojewska, później uczyli: Janina Hartlibówna, Kazimierz Nowosad, Olga Piasecka, Jan Zarański, Ludwik Kozioł i Józefa Zarańska.
W latach 1954–1972 wieś należała i była siedzibą władz gromady Łoje-Awissa w powiecie łomżyńskim. W latach 1975–1998 miejscowość administracyjnie należała do województwa łomżyńskiego.